# 国王门 (加里宁格勒)

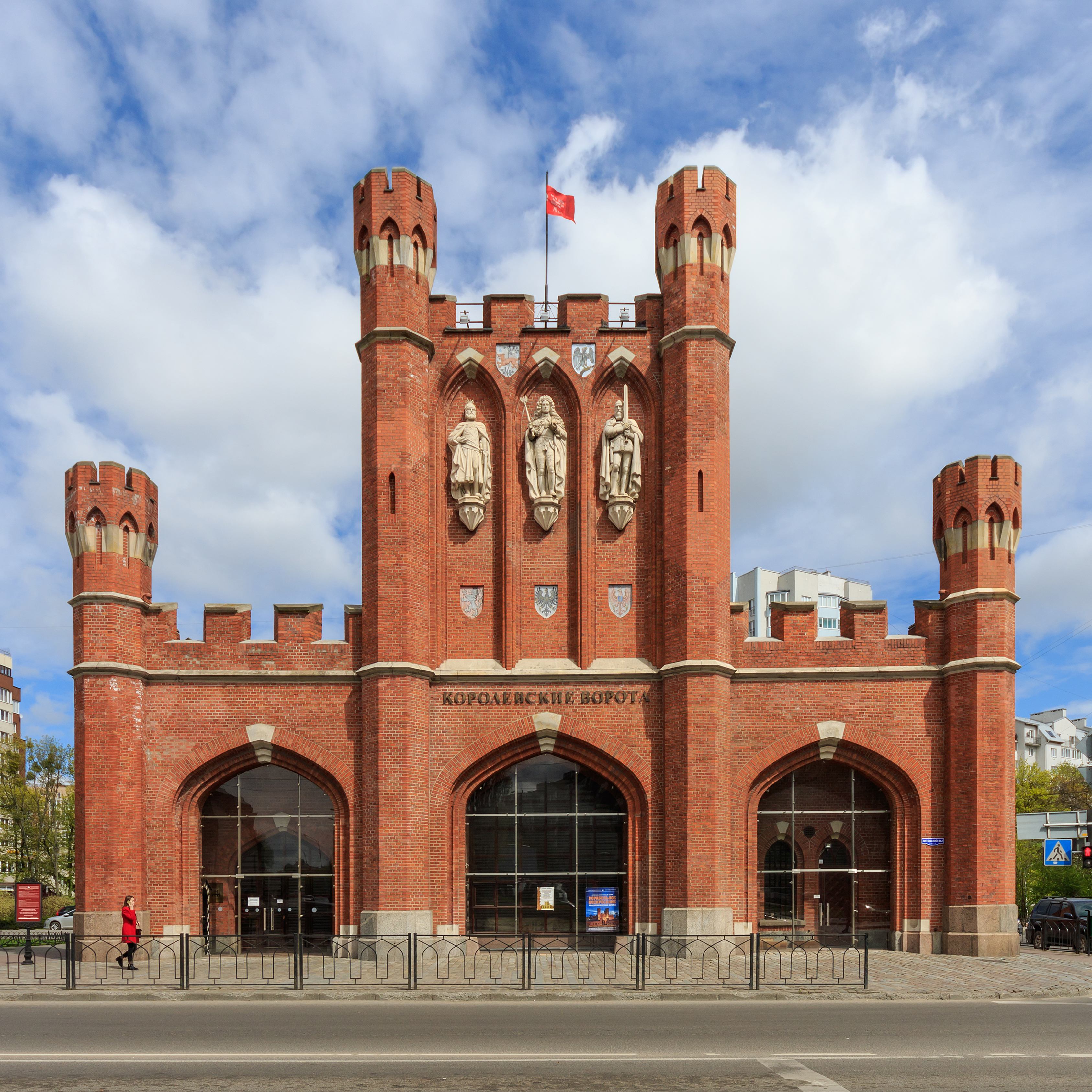
国王门

国王门（俄语：Королевские ворота）是俄羅斯飛地加里宁格勒（原德国城市柯尼斯堡）原有的六个城门之一。

## 建筑
国王门原名贡宾嫩门（德语：Gumbinner Tor），建于1765年，在新佐尔格（Neue Sorge）区的边缘。1811年更名为国王门，为国王大街的终点。1850年，弗里德里希·奥古斯特（Friedrich August Stüler）重新设计国王门。西立面距离地面9米高处有雕塑家威廉·施蒂默尔（Wilhelm Stürmer）创作的三个砂岩雕像：左侧是波西米亚国王普热米斯尔·奥托卡二世；中间是普鲁士第一任国王腓特烈一世；右侧为普鲁士第一任公爵、柯尼斯堡大学的创建者阿尔布雷希特。雕像上方为桑比亚半岛和納坦吉亞的徽章。

## 破坏和重建
国王门在第二次世界大战期间受损，苏联士兵还破坏了雕像，此后长期荒废。2005年6月该市庆祝建城750年周年时，在數週內就修复了国王门及其雕像。

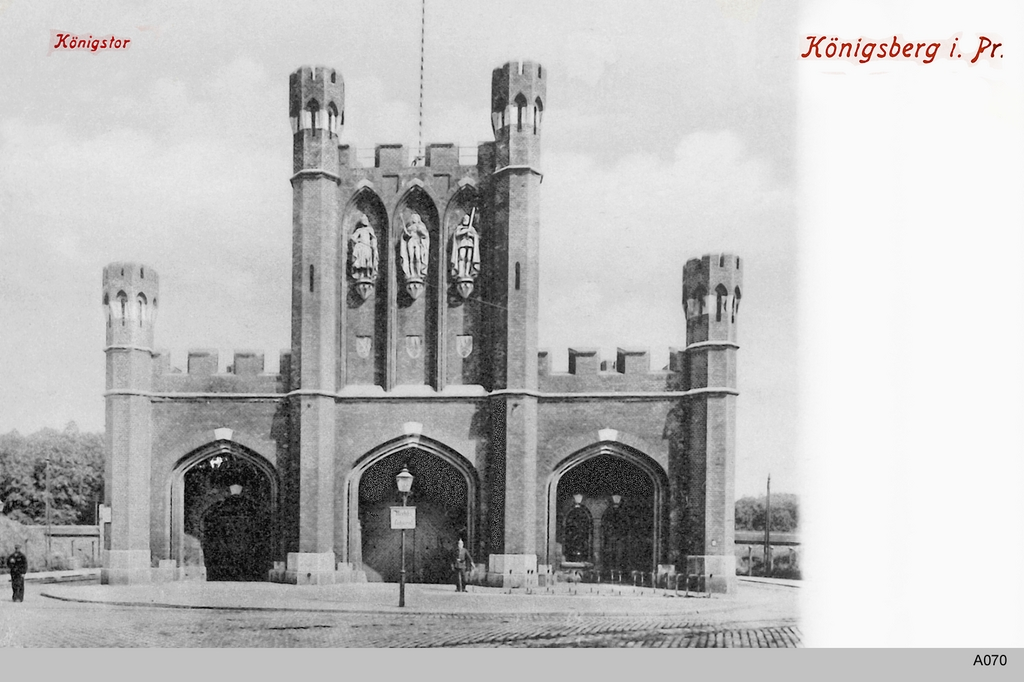
战前
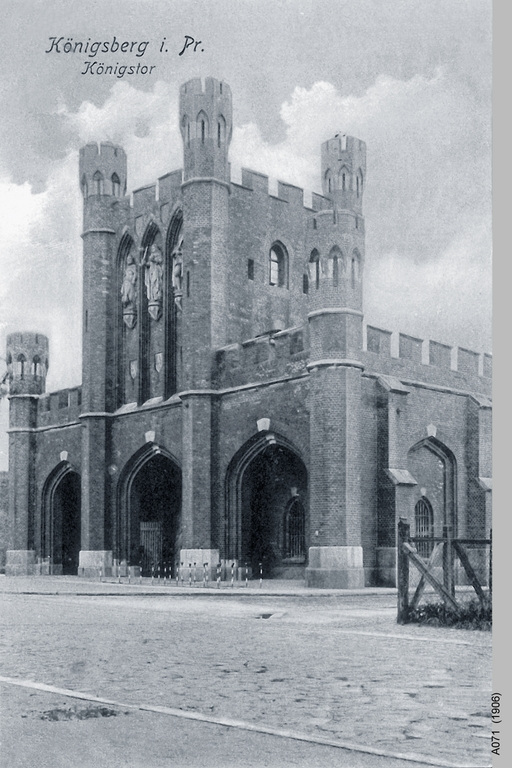
战前
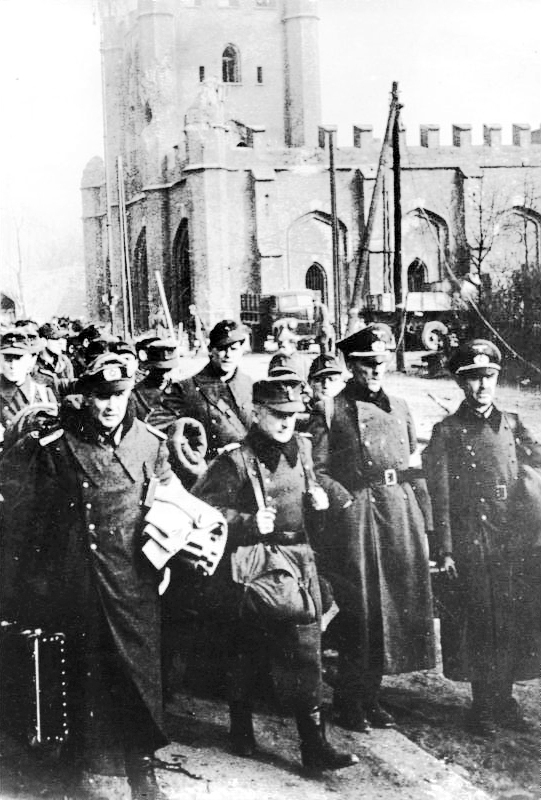
柯尼斯堡战役后的德军战俘
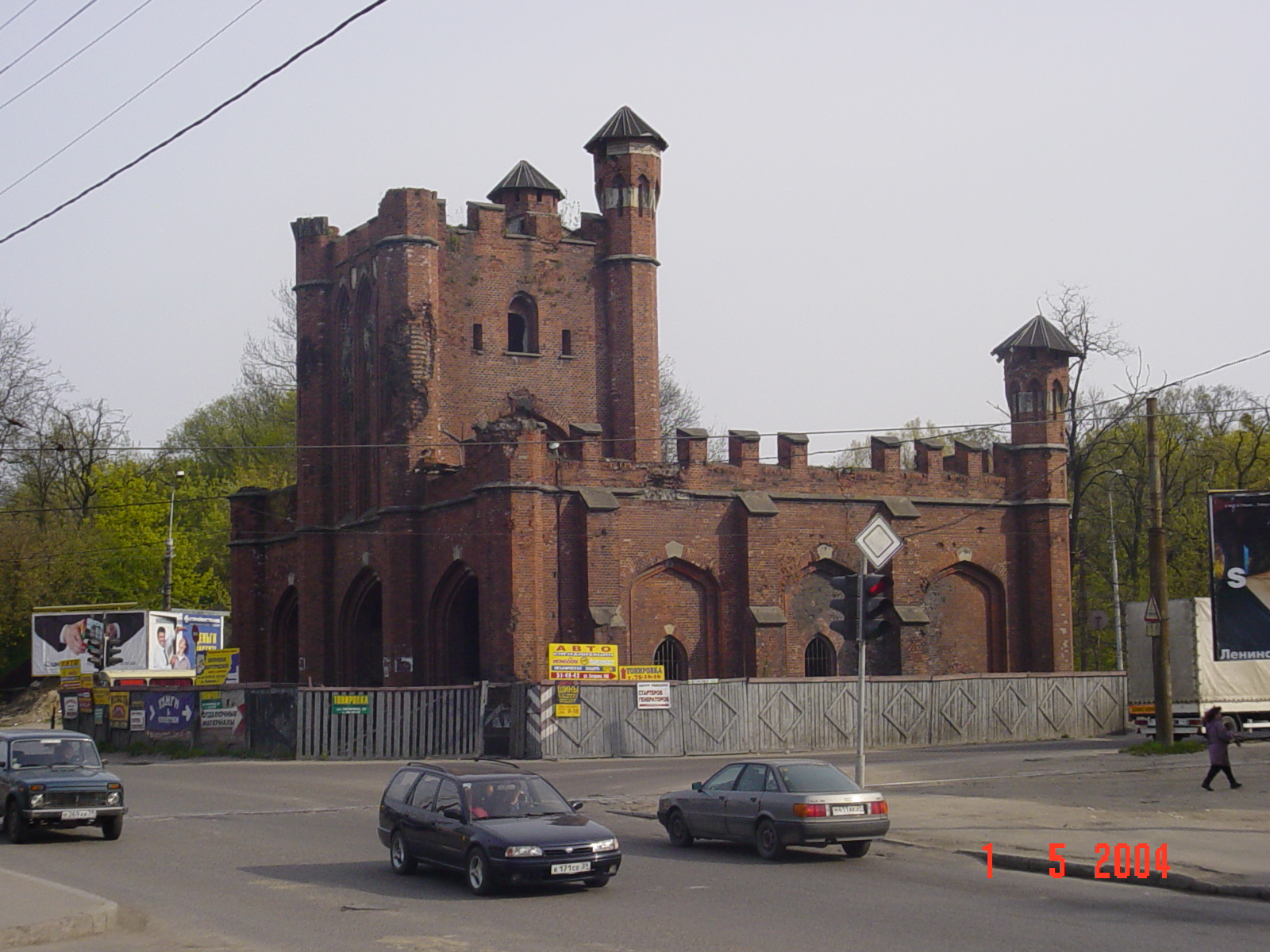
2004年重建前
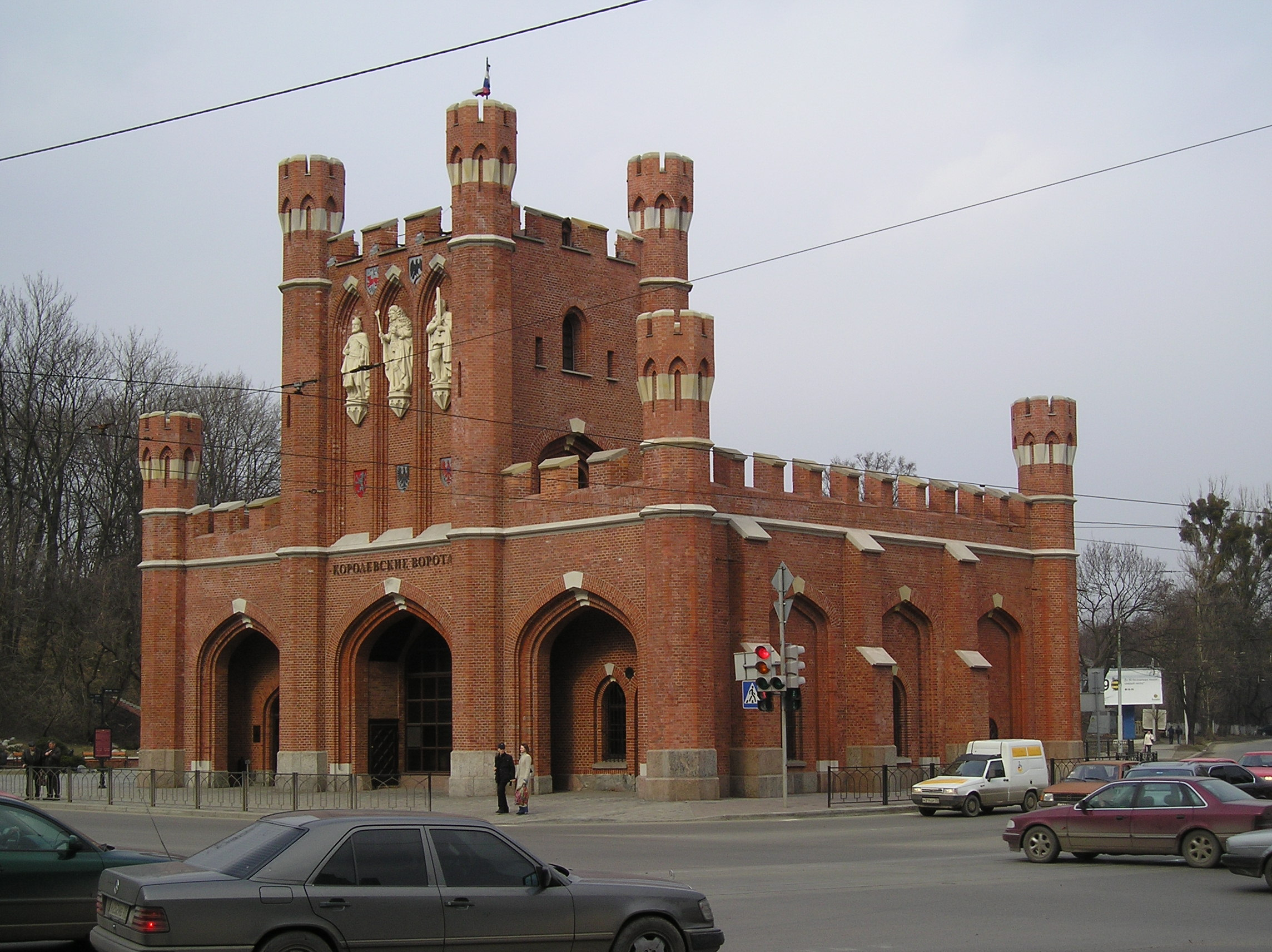
现状